# سبيل حمراوي نخاعي
السَّبيل الحَمْراوِيّ النُّخاعِيّ هو سبيلٌ داخل الجهاز العصبي، وجزءٌ من السبيل خارج الهرمي الوحشي اللامباشر.

## روابط خارجية
- hier-803 في نيورونيمز.